# Andrzej Chodakowski (dyplomata)
Andrzej Franciszek Chodakowski (ur. 8 sierpnia 1936 w Warszawie) – polski inżynier, filmowiec i dyplomata, w latach 1999–2002 ambasador nadzwyczajny i pełnomocny RP w Republice Albanii.

## Życiorys
Ukończył w 1965 Wydział Mechaniczno-Technologiczny Politechniki Warszawskiej. Następnie pracował na PW jako pracownik naukowo-dydaktyczny. W 1974 otrzymał nagrodę Ministra Techniki, a w 1975 Odznakę Nagrody Państwowej I stopnia. Na przełomie lat 1974/75 przebywał w Detroit, gdzie uczestniczył w zastosowaniach polskich technologii. Od połowy lat 70. zajmował się także realizacją filmów dokumentalnych o tematyce społecznej, np. Robotnicy ’80 (wraz z Andrzejem Zajączkowskim). Od 1981 do 1989 przebywał we Włoszech, gdzie był przedstawicielem NSZZ „Solidarność” przy centrali włoskich związków zawodowych.
Członek Stowarzyszenia Filmowców Polskich. Od 16 marca 1999 do 31 lipca 2002 był ambasadorem RP w Albanii.
Wszedł w skład komitetu wspierającego kandydaturę Karola Nawrockiego na prezydenta RP w wyborach w 2025.